# Eragrostis stapfii
Eragrostis stapfii är en gräsart som beskrevs av De Winter. Eragrostis stapfii ingår i släktet kärleksgrässläktet, och familjen gräs. Inga underarter finns listade i Catalogue of Life.